# Standbeeld van Maurits van Oranje (Nieuwpoort)
Het standbeeld van Maurits van Oranje of Maurits van Nassaumonument is een bronzen standbeeld in het Belgische Nieuwpoort. Het beeld werd ontworpen en uitgevoerd door de Belgische kunstenaar Frank Neirynck . Het beeld werd gegoten in de kunstgieterij Art Casting in Oudenaarde. Het standbeeld is drie meter hoog en staat op een massieve arduinen sokkel. Het stelt centraal prins Maurits van Oranje voor, omringd door twee figuren. De ene wijst met gestrekte arm naar ‘ergens de juiste weg’ die de leiders zouden moeten nemen, de andere houdt een vlag in de hand, symbool van waarden en principes. Prins Maurits zelf draagt een harnas, zonder zwaard, maar met een rol perkament in de hand (verwijzing naar het Drievoudig Verbond waarbij Engeland en Frankrijk de soevereiniteit van de Verenigde Provinciën hadden erkend). Het standbeeld werd op 1 juli 2000 onthuld (door Eduard Röell, ambassadeur van het Koninkrijk der Nederlanden en Roland Crabbe, burgemeester van de stad Nieuwpoort, ter herdenking van de slag bij Nieuwpoort op 2 juli 1600, waar Maurits de Spanjaarden versloeg. De 3 meter hoge bronzen beeldengroep staat in het Prins Mauritspark (tot 2000 het Keunepark genoemd), vlak naast de Havengeul. Wegens heraanleg van het Prins Mauritspark werd het kunstwerk verplaatst.

## Fotogalerij

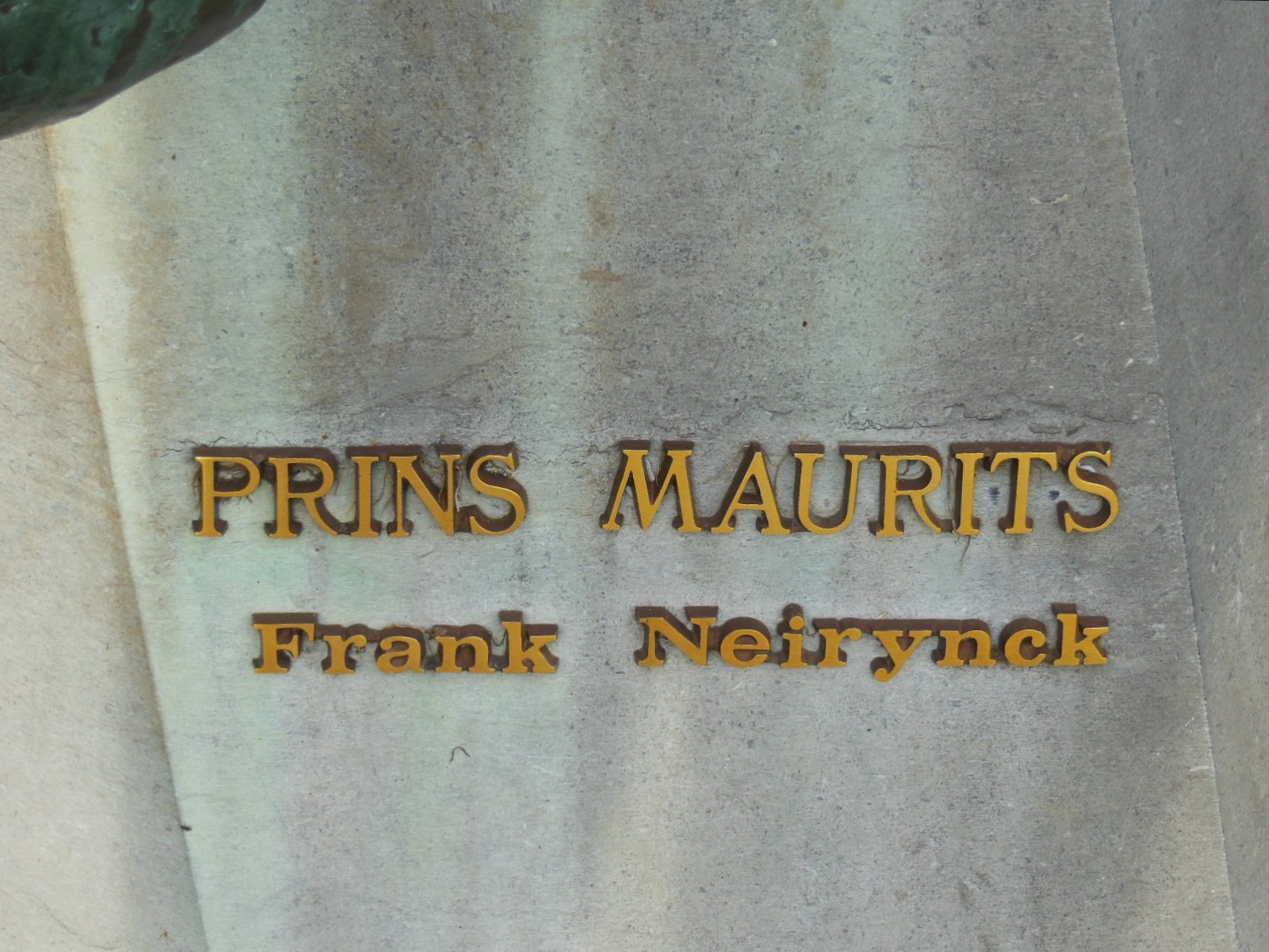
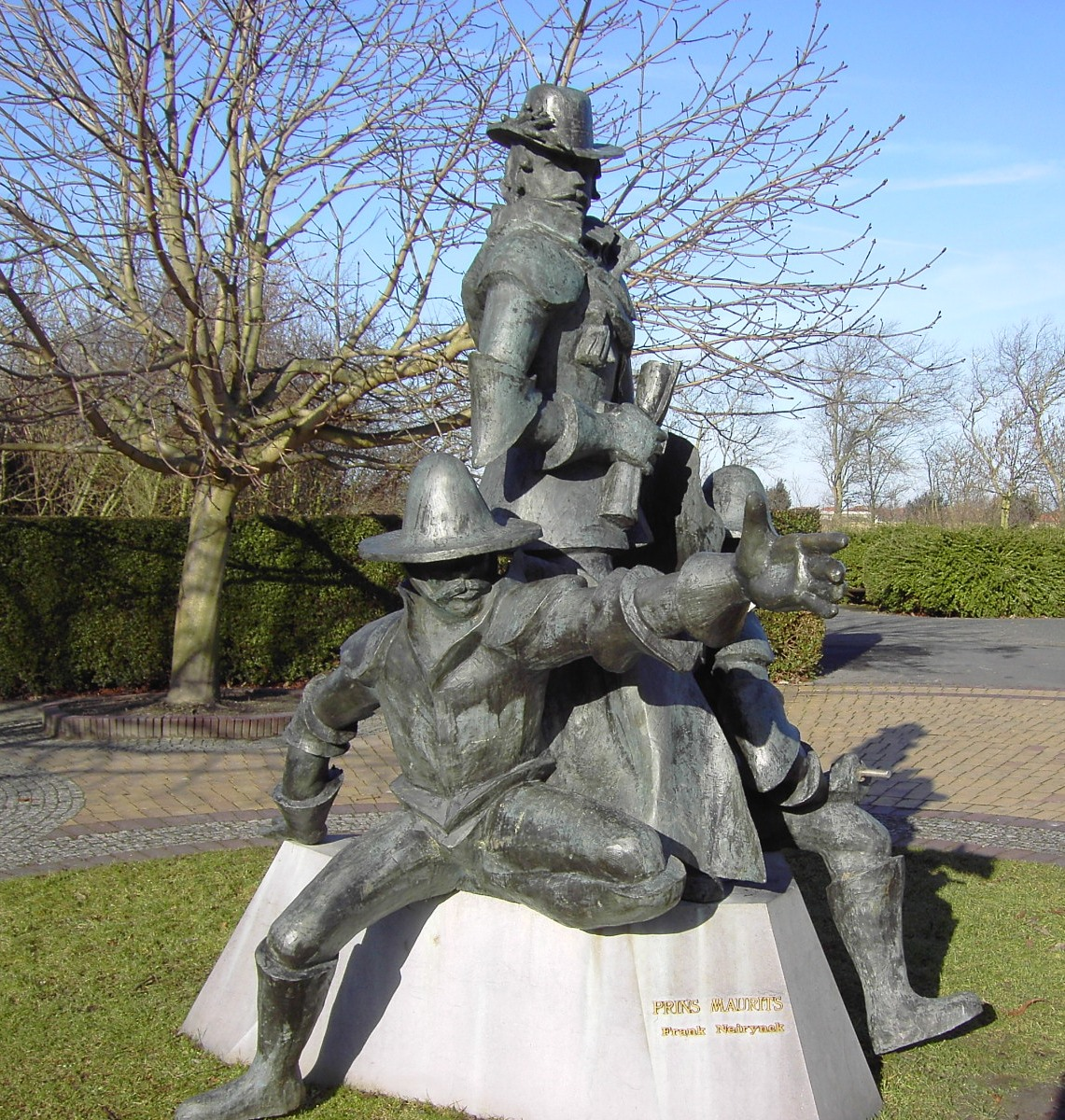
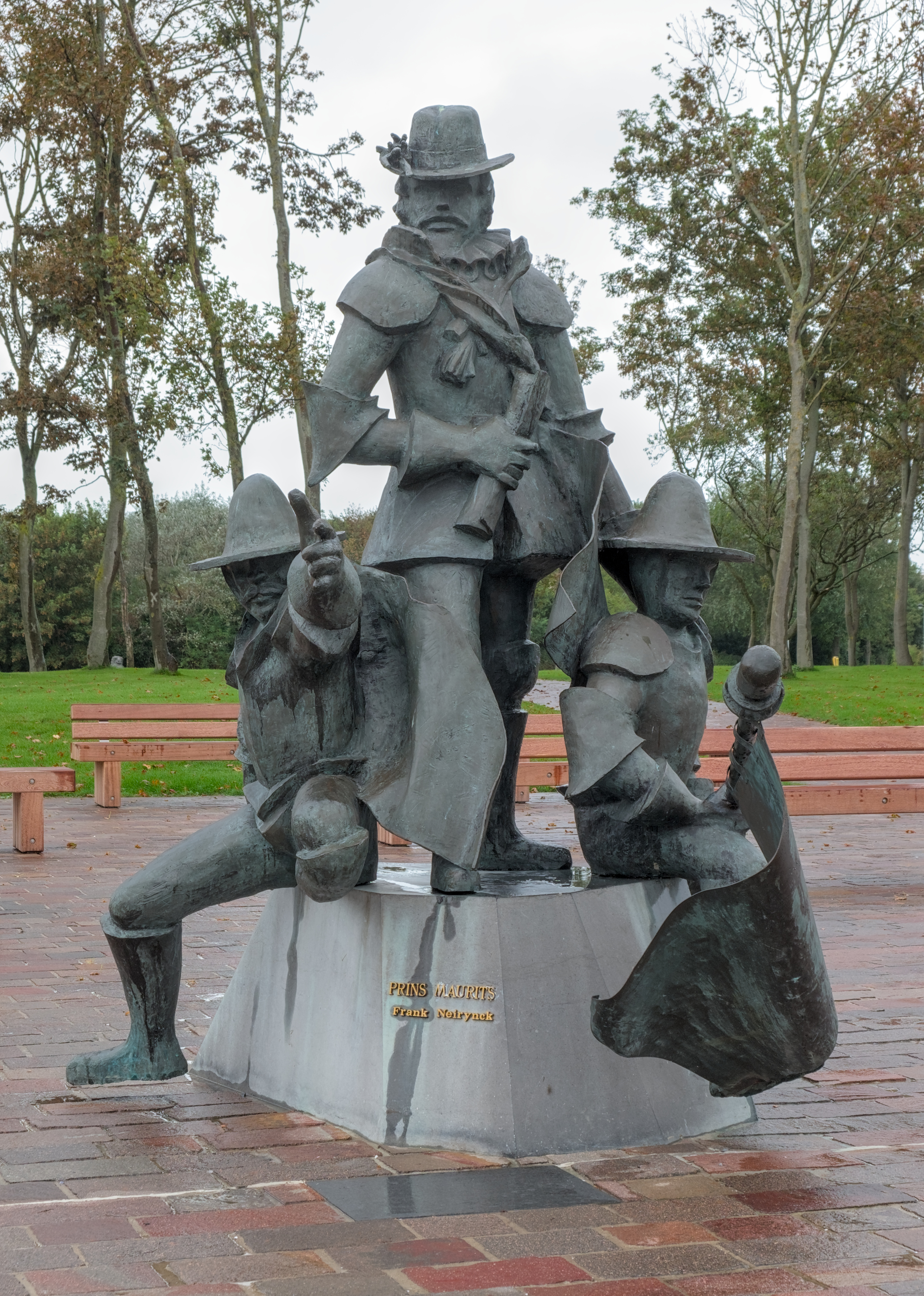